# Rogaczewo (województwo zachodniopomorskie)
Rogaczewo (do 1945 niem. Hirschau, F.) – osada leśna w Polsce położona w województwie zachodniopomorskim, w powiecie gryfińskim, w gminie Mieszkowice. Miejscowość wchodzi w skład sołectwa Czelin.
W latach 1975–1998 miejscowość administracyjnie należała do województwa szczecińskiego.